# Mangifera hiemalis
Mangifera hiemalis là một loài thực vật thuộc họ Anacardiaceae. Đây là loài đặc hữu của Trung Quốc.